# Katalin Makray
Katalin Makray-Schmitt (5 aprile 1945) è un'ex ginnasta e first lady ungherese.
Moglie dell'ex Presidente Pál Schmitt, è stata first lady di Ungheria dal 2010 al 2012.

## Palmarès

### Olimpiadi
- 1 medaglia: 
  - 1 argento (Tokyo 1964 nelle parallele asimmetriche)